# 向隅
向隅（1912年—1968年），原名瑞鸿，男，湖南长沙人，中国作曲家、音乐教育家，曾任中华全国音乐工作者协会委员。